# Adolphe Colrat
Adolphe Colrat (ur. 25 kwietnia 1955 w Lyonie) – francuski polityk, Wysoki Komisarz Polinezji Francuskiej od 11 czerwca 2008.

## Życiorys
Adolphe Colrat ukończył studia w Instytucie Nauk Politycznych w Paryżu. W 1983 został absolwentem École nationale d'administration. W latach 1998–2001 pracował jako dyrektor we francuskim Ministerstwie Spraw Wewnętrznych. Od 2004 do 2006 był prefektem departamentu Ardennes. W lipcu 2006 objął funkcję dyrektora do spraw politycznych, administracyjnych i finansowych w Ministerstwie Terytoriów Zamorskich.
11 czerwca 2008 zastąpił Anne Boquet na stanowisku Wysokiego Komisarza Polinezji Francuskiej.